# Christopher Baillieu
Christopher „Chris“ Latham Baillieu (* 12. Dezember 1949 in Marylebone) ist ein ehemaliger britischer Ruderer.

## Karriere
Baillieu ruderte für Cambridge im Boat Race und gewann dieses Traditionsrennen von 1970 bis 1973 viermal in Folge. 1972 und 1973 saß auch Michael Hart im Boot von Cambridge. 
Hart und Baillieu bildeten 1973 einen Doppelzweier. Hinter den Booten aus der DDR und aus der UdSSR belegten die beiden Briten den dritten Platz bei den Europameisterschaften 1973. Bei den Ruder-Weltmeisterschaften 1974 und 1975 siegten die Doppelzweier aus der DDR und aus Norwegen, die Bronzemedaille erhielten jeweils Hart und Baillieu. Auch bei den Olympischen Spielen 1976 in Montreal gingen die Medaillen an die drei dominierenden Doppelzweier: Es siegten die Norweger vor den Briten und dem DDR-Boot. In Abwesenheit der Norweger gewannen Hart und Baillieu den Titel bei den Ruder-Weltmeisterschaften 1977 in Amsterdam. 1978 in Neuseeland siegten die Norweger vor Hart und Baillieu. 
Nachdem Hart seine Karriere beendet hatte, bildete Baillieu einen Doppelzweier mit Jim Clark. Die beiden belegten den vierten Platz bei den Ruder-Weltmeisterschaften 1979. Ebenfalls als Vierte kamen die beiden bei der Olympiaregatta 1980 ins Ziel. Danach wechselte Baillieu in den Einer, mit dem er bei den Weltmeisterschaften 1981 den vierten und 1982 den sechsten Platz belegte.